# 柴田善三郎

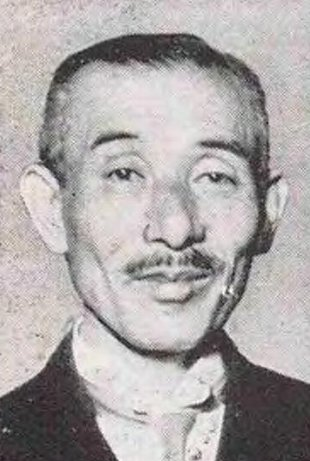
柴田善三郎

柴田 善三郎（しばた ぜんざぶろう、1877年11月14日 - 1943年8月25日）は、日本の官僚。静岡県磐田郡見付町（現在の磐田市）出身。

## 経歴
佐藤善六の三男として生まれ、柴田家に婿養子として入る。
- 第一高等学校、東京帝国大学卒業
- 和歌山県事務官、愛媛県事務官・警察部長、宮崎県内務部長、北海道庁拓殖部長、大阪府内務部長を歴任。
- 1919年（大正8年） - 朝鮮総督府学務局長
- 1922年（大正11年）10月16日 - 1923年（大正12年）10月16日 - 第21代三重県知事（官選）
- 1923年（大正12年）11月25日 - 1926年（大正15年）9月28日 - 第22代福岡県知事（官選）
- 1926年（大正15年）9月28日 - 1927年（昭和2年）5月17日 - 第21代愛知県知事（官選）
- 1929年（昭和4年）7月5日 - 1931年（昭和6年）12月18日 - 第22代大阪府知事（官選）
- 1931年（昭和6年）12月18日 - 大阪府知事を依願免本官となる[3]。
- 1932年（昭和7年）5月26日 - 1933年（昭和8年）3月13日 - 斎藤実内閣の内閣書記官長
- 1932年（昭和7年）12月23日 - 1943年（昭和18年）8月25日 - 貴族院勅選議員

## 親族
次男は水資源開発公団総裁を務めた柴田達夫。

## その他
- 愛知県の城山八幡宮昭和塾堂は、柴田が命名した。